# Indy Barends
Indy Barends, née le 15 janvier 1972 à Bogor, est une présentatrice humoriste et actrice indonésienne. Elle est devenue populaire après avoir le talk-show Ceriwis sur Trans TV.